# Фицджеральд, Джон (теннисист)
Джон Фицдже́ральд OAM (англ. John Fitzgerald; р. 28 декабря 1960 года, Камминс, Южная Австралия) — австралийский профессиональный теннисист, тренер и спортивный администратор, бывшая первая ракетка мира в парном разряде.
- Обладатель карьерного Большого шлема в мужском парном разряде, обладатель семи титулов на турнирах Большого шлема в мужских парах
- Победитель двух турниров Большого шлема в смешанном парном разряде
- Победитель чемпионата мира АТР 1991 года в паре с Андерсом Ярридом
- В общей сложности победитель 6 профессиональных турниров в одиночном и 30 турниров в мужском парном разряде
- Двукратный обладатель Кубка Дэвиса в составе сборной Австралии, капитан сборной Австралии с 2001 по 2010 год

## Спортивная карьера

### Игровая карьера
Джон Фицджеральд, выросший на родительской ферме в Южной Австралии, начал выступать в национальных юношеских теннисных турнирах только с 15 лет. В 1979 году он провёл свои первые матчи в профессиональных турнирах. В начале следующего года он дошёл до полуфинала парного турнира Гран-при в Перте, а летом выиграл турнир-челленджер в парном разряде в Луго (Италия). В начале 1981 года, также в Перте, завоевал свой первый титул на «челленджере» в одиночном разряде, а летом дошёл до четвёртого круга Уимблдонского турнира, после чего на грунтовых кортах Кицбюэля выиграл свой первый турнир Гран-при. В парном разряде в апреле он побывал в финале турнира WCT в Нью-Йорке, где с Энди Кольбергом уступил сильнейшей паре мира — Джону Макинрою и Питеру Флемингу, — а в июле в Бостаде завоевал первый парный титул на турнире Гран-при.
В 1982 году Фицджеральд впервые был приглашён в национальную сборную, с которой выиграл у команды Чили. За этот год он выиграл один турнир Гран-при в одиночном разряде, а в парах завоевал три титула, в том числе на Открытом чемпионате Австралии в конце сезона, а кроме этого дошёл до финала Открытого чемпионата Италии. В 1983 году на счету Фицджеральда было два значительных титула: с соотечественницей Элизабет Сэйерс он выиграл Открытый чемпионат США в смешанном разряде, а со сборной стал обладателем Кубка Дэвиса, выиграв в финале против команды Швеции встречу с Йоакимом Нюстрёмом и проиграв ничего не решавшую пятую игру Матсу Виландеру.
В дальнейшем Фицджеральд продолжал оставаться в числе лучших игроков мира в парном разряде на протяжении почти целого десятилетия. Если в одиночном разряде он смог подняться только до 25-го места в рейтинге, то в парном он вошёл в число 20 сильнейших уже в 1983 году, а в середине 1985 года, накануне Уимблдонского турнира, впервые попал в первую десятку, поднявшись до четвёртого места после выхода в финал с Пэтом Кэшем. В середине десятилетия с Томашем Шмидом из Чехословакии Фицджеральд выиграл Открытый чемпионат США и Открытый чемпионат Франции, а с Элизабет Сэйерс (Смайли после замужества) трижды доходил до финалов турниров Большого шлема в миксте. В 1986 году он вторично завоевал со сборной Кубок Дэвиса, вновь обыграв в финале шведскую сборную; на этот раз он играл только парную встречу, которую выиграл вместе с Кэшем.
Новый пик успехов Фицджеральда пришёлся на конец 80-х и начало 90-х годов, когда его партнёром стал швед Андерс Яррид. В этот год они дошли до четвертьфинала Открытого чемпионата Австралии, финалов Открытого чемпионата Франции и Уимблдонского турнира и выиграли турнир во Флориде, победив в финале одну из лучших пар мира, будущих олимпийских чемпионов Сегусо и Флэка (ещё три турнира за год Фицджеральд выиграл с другими партнёрами). На Мастерс — итоговом турнире сезона — Фицджеральд и Яррид, выиграв все три матча в группе, вышли в полуфинал. В итоге Фицджеральд закончил год снова в первой десятке рейтинга игроков в парном разряде. В 1989 году он выиграл с Ярридом Уимблдонский турнир, завершив завоевание карьерного Большого шлема в мужском парном разряде. На Открытом чемпионате Франции и Открытом чемпионате США они дошли до полуфинала, а на Мастерс вышли в финал. В течение года Фицджеральд несколько раз поднимался в рейтинге до второго места.
В 1990 году после пятилетнего перерыва Фицджеральд снова дошёл с Элизабет Смайли до финала турнира Большого шлема, а в конце года со сборной Австралии — до финала Кубка Дэвиса, где на этот раз австралийцы в упорной борьбе уступили во Флориде американцам. Следующий год стал лучшим в его карьере. С Ярридом он выиграл за год шесть турниров, включая три турнира Большого шлема и парный чемпионат мира АТР (как теперь назывался турнир Мастерс), а также турниры АТР высшей категории в Стокгольме и Париже. Единственным турниром Большого шлема, который им не покорился, оказался Открытый чемпионат Австралии, где они проиграли в третьем круге. Помимо трёх титулов на турнирах Большого шлема в мужских парах, Фицджеральд завоевал свой второй титул в миксте, победив со Смайли на Уимблдонском турнире. В июле он поднялся на первое место в рейтинге АТР среди игроков в парном разряде и оставался на нём до февраля следующего года.
В 1992 году Фицджеральд в последний раз вышел с Ярридом в чемпионат мира АТР, где они после не особо удачного сезона неожиданно вышли в финал, победив в группе первую пару мира — австралийцев Вудбриджа и Вудфорда. Австралийская пара реабилитировалась в финале, обыграв Фицджеральда и Яррида в пятисетовом поединке. На следующий год с Ярридом Фицджеральд в последний раз дошёл до финала турнира Большого шлема, добившись этого успеха в Австралии. После этого он почти до конца сезона входил в первую десятку рейтинга, окончательно расставшись с ней лишь в ноябре. Он продолжал выступать до 1995 года, дважды весной дойдя до финала парных турниров с Ярридом и сыграв свой прощальный матч в третьем круге Открытого чемпионата США.
В начале 90-х годов Джон Фицджеральд был удостоен двух наград за свои достижения. В 1991 году он получил награду ATP за верность идеалам спорта, а на следующий год — медаль ордена Австралии.

### Тренерская и административная карьера
В 2001 году Фицджеральд занял пост капитана сборной Австралии в Кубке Дэвиса. В первый же год он вывел команду в финал Мировой группы, где она уступила французской сборной, а в 2003 году завоевал с ней главный трофей. В дальнейшем, однако, успехи австралийцев пошли на спад, в 2007 году они потеряли место в Мировой группе, и в 2010 году, после проигрыша бельгийцам в матче плей-офф за право возвращения в Мировую группу Фицджеральд уступил место капитана Патрику Рафтеру. Через несколько дней он был избран в состав совета директоров Федерации тенниса Австралии.

## Участие в финалах турниров Большого шлема за карьеру (17)

### Мужской парный разряд (11)

#### Победы (7)
| Год  | Турнир                         | Покрытие | Партнёр         | Соперники в финале           | Счёт в финале              |
| ---- | ------------------------------ | -------- | --------------- | ---------------------------- | -------------------------- |
| 1982 | Открытый чемпионат Австралии   | Трава    | Джон Александер | Джон Садри Энди Эндрюс       | 6-4, 7-6                   |
| 1984 | Открытый чемпионат США         | Хард     | Томаш Шмид      | Стефан Эдберг Андерс Яррид   | 7-6, 6-3, 6-3              |
| 1986 | Открытый чемпионат Франции     | Грунт    | Томаш Шмид      | Стефан Эдберг Андерс Яррид   | 6-3, 4-6, 6-3, 6-74, 14-12 |
| 1989 | Уимблдонский турнир            | Трава    | Андерс Яррид    | Рик Лич Джим Пью             | 3-6, 7-64, 6-4, 7-64       |
| 1991 | Открытый чемпионат Франции (2) | Грунт    | Андерс Яррид    | Рик Лич Джим Пью             | 6-0, 7-62                  |
| 1991 | Уимблдонский турнир (2)        | Трава    | Андерс Яррид    | Леонардо Лаваль Хавьер Франа | 6-3, 6-4, 6-77, 6-1        |
| 1991 | Открытый чемпионат США (2)     | Хард     | Андерс Яррид    | Скотт Дэвис Дэвид Пейт       | 6-3, 3-6, 6-3, 6-3         |

#### Поражения (4)
| Год  | Турнир                       | Покрытие | Партнёр      | Соперники в финале           | Счёт в финале       |
| ---- | ---------------------------- | -------- | ------------ | ---------------------------- | ------------------- |
| 1985 | Уимблдонский турнир          | Трава    | Пэт Кэш      | Хайнц Гюнтхардт Балаж Тароци | 4-6, 3-6, 6-4, 3-6  |
| 1988 | Открытый чемпионат Франции   | Грунт    | Андерс Яррид | Андрес Гомес Эмилио Санчес   | 3-6, 7-68, 4-6, 3-6 |
| 1988 | Уимблдонский турнир (2)      | Трава    | Андерс Яррид | Роберт Сегусо Кен Флэк       | 4-6, 6-2, 4-6, 6-73 |
| 1993 | Открытый чемпионат Австралии | Хард     | Андерс Яррид | Дани Виссер Лори Уордер      | 4-6, 3-6, 4-6       |

### Смешанный парный разряд (6)

#### Победы (2)
| Год  | Турнир                 | Покрытие | Партнёр         | Соперники в финале          | Счёт в финале |
| ---- | ---------------------- | -------- | --------------- | --------------------------- | ------------- |
| 1983 | Открытый чемпионат США | Хард     | Элизабет Сэйерс | Барбара Поттер Ферди Тайган | 3-6, 6-3, 6-4 |
| 1991 | Уимблдонский турнир    | Трава    | Элизабет Смайли | Наталья Зверева Джим Пью    | 7-64, 6-2     |

#### Поражения (4)
| Год  | Турнир                     | Покрытие | Партнёр         | Соперники в финале                  | Счёт в финале |
| ---- | -------------------------- | -------- | --------------- | ----------------------------------- | ------------- |
| 1984 | Открытый чемпионат США     | Хард     | Элизабет Сэйерс | Мануэла Малеева Том Галликсон       | 6-2, 5-7, 4-6 |
| 1985 | Уимблдонский турнир        | Трава    | Элизабет Смайли | Мартина Навратилова Пол Макнами     | 5-7, 6-4, 2-6 |
| 1985 | Открытый чемпионат США (2) | Хард     | Элизабет Смайли | Мартина Навратилова Хайнц Гюнтхардт | 3-6, 4-6      |
| 1990 | Уимблдонский турнир (2)    | Трава    | Элизабет Смайли | Зина Гаррисон Рик Лич               | 5-7, 2-6      |

## Участие в финалах турнира Мастерс/чемпионата мира АТР в парном разряде за карьеру (3)
| Результат | Год  | Место проведения       | Партнёр      | Соперники в финале         | Счёт в финале            |
| --------- | ---- | ---------------------- | ------------ | -------------------------- | ------------------------ |
| Поражение | 1989 | Лондон, Великобритания | Андерс Яррид | Джим Грабб Патрик Макинрой | 5-7, 6-7, 7-5, 3-6       |
| Победа    | 1991 | Йоханнесбург, ЮАР      | Андерс Яррид | Роберт Сегусо Кен Флэк     | 6-4, 6-4, 2-6, 6-4       |
| Поражение | 1992 | Йоханнесбург           | Андерс Яррид | Тодд Вудбридж Марк Вудфорд | 2-6, 6-74, 7-5, 6-3, 3-6 |

## Титулы в профессиональных турнирах за карьеру

### Одиночный разряд (6)
| №  | Дата        | Турнир                   | Покрытие | Соперник в финале | Счёт в финале |
| -- | ----------- | ------------------------ | -------- | ----------------- | ------------- |
| 1. | 13 июл 1981 | Кицбюэль, Австрия        | Грунт    | Гильермо Вилас    | 3-6, 6-3, 7-5 |
| 2. | 27 сен 1982 | Мауи, Гавайи, США        | Хард     | Брайан Тичер      | 6-2, 6-3      |
| 3. | 4 июл 1983  | Ньюпорт, Род-Айленд, США | Трава    | Скотт Дэвис       | 2-6, 6-1, 6-3 |
| 4. | 15 авг 1983 | Стоу, Вермонт, США       | Хард     | Виджай Амритрадж  | 3-6, 6-2, 7-5 |
| 5. | 10 дек 1984 | Сидней, Австралия        | Трава    | Сэмми Джаммалва   | 6-3, 6-3      |
| 6. | 4 янв 1988  | Сидней, Австралия        | Трава    | Андрей Чесноков   | 6-3, 6-4      |

## Участие в финалах Кубка Дэвиса за карьеру (3)

### Победы (2)
| Год  | Место проведения    | Команда                                                    | Соперник в финале                                      | Счёт |
| ---- | ------------------- | ---------------------------------------------------------- | ------------------------------------------------------ | ---- |
| 1983 | Мельбурн, Австралия | Австралия П. Кэш, П. Макнами, Д. Фицджеральд, М. Эдмондсон | Швеция М. Виландер, Й. Нюстрём, А. Яррид, Х. Симонссон | 3-2  |
| 1986 | Мельбурн            | Австралия П. Кэш, П. Макнами, Д. Фицджеральд               | Швеция М. Пернфорс, С. Эдберг, А. Яррид                | 3-2  |

### Поражение (1)
| Год  | Место проведения               | Команда                                                  | Соперник в финале                      | Счёт |
| ---- | ------------------------------ | -------------------------------------------------------- | -------------------------------------- | ---- |
| 1990 | Сент-Питерсберг (Флорида), США | Австралия Д. Кэхилл, П. Кэш, Д. Фицджеральд, Р. Фромберг | США А. Агасси, Р. Лич, Д. Пью, М. Чанг | 2-3  |